# 올리비아 벌크런드
올리비아 벌크런드(Olivia Birkelund, 1963년 4월 26일 ~ )는 미국의 배우, 텔레비전 배우, 영화배우, 연극 배우이다.
뉴욕에서 태어났다.

## 영화
- 조폐국 침입 프로젝트 (2017년)
- 파 프롬 헤븐 (2002년)
- 킬러가 보낸 편지 (1998년) - 스테파니 역
- 이노센스 (1997년)
- 법과 질서 (1990년)
- 원 라이프 투 리브 (1968년)
- 가딩 라이트 (1952년)